# FS Marjata
 (octobre 2018).

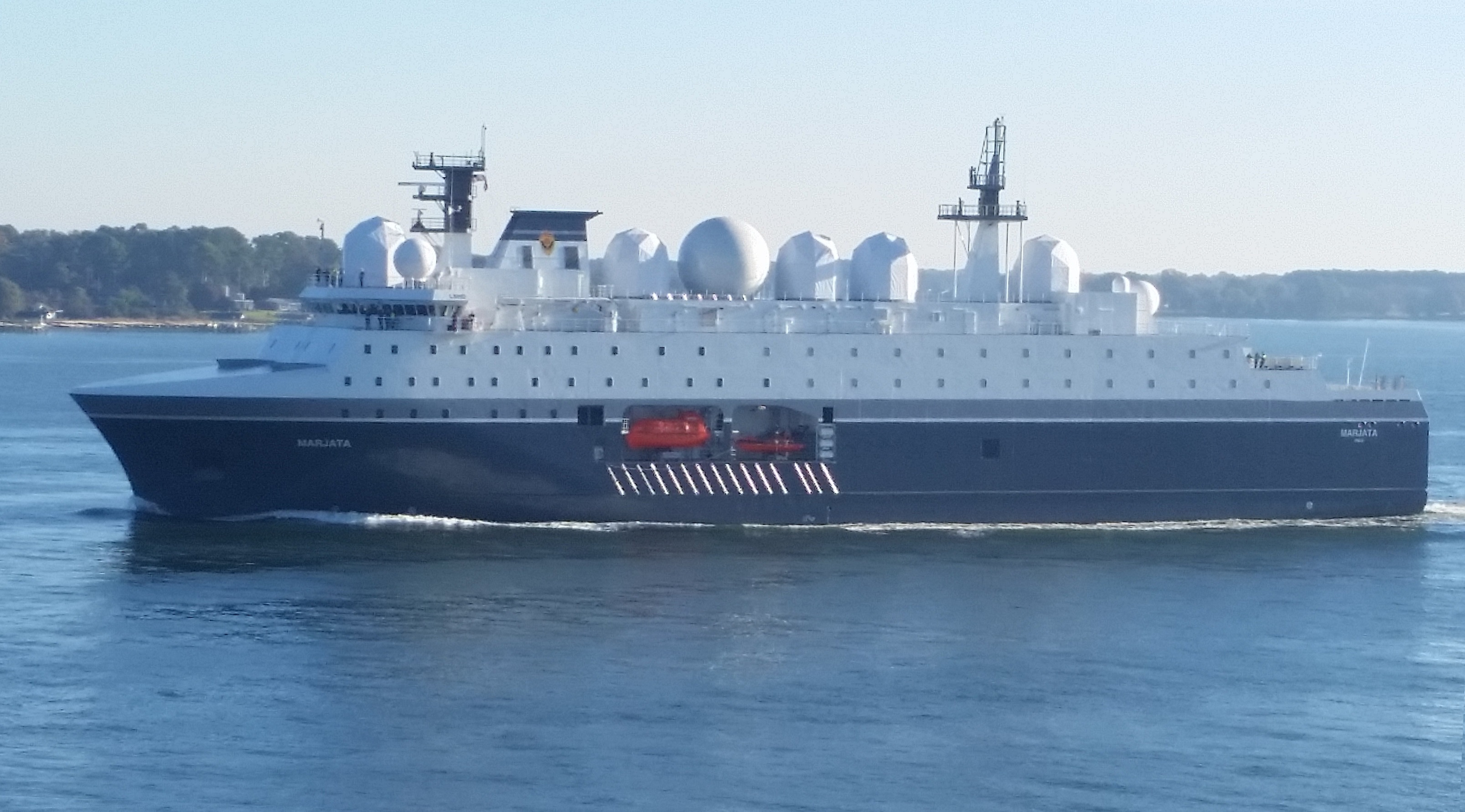
Majarta IV sur la rivière York, Virginie, États-Unis.

Le FS Marjata IV est un navire de recherche norvégien pour les forces armées norvégiennes, commandé par le Storting en 2010. Il a été baptisé le 6 décembre 2014 par la Première ministre Erna Solberg. Le navire est dirigé par un équipage du service de renseignement norvégien.
Le navire est le quatrième portant le nom de Marjata. Le premier était opérationnel entre 1966 et 1975, le deuxième entre 1976 et 1995 et le troisième en 1995 (toujours en activité, mais rebaptisé FS Eger).
En 2009, le parlement norvégien a octroyé des fonds pour investir dans un nouveau navire de renseignement. L'organisation logistique des forces armées norvégiennes a annoncé le projet en 2011 et le contrat a été attribué à la société Vard Langsten après avoir concurrencé plusieurs autres chantiers navals norvégiens. La coque est construite par Vard Tulcea en Roumanie, tandis que Vard Langsten dans le Tomrefjorden à Romsdal a assemblé le navire.
L'installation de l'équipement technique s'est déroulée d'avril à novembre 2015 dans une station navale américaine en Virginie.
Le nouveau navire mesure 126 mètres de long et 23,5 mètres de large, et  est entré en service en 2016.
Auparavant, ce type de navires s'appelait "navires de recherche", mais Marjata IV est également le premier à mener officiellement des activités de renseignement. Il est accompagné lors de certaines missions par son prédécesseur, le FS Eger, ces missions sont souvent des missions de renseignement ou d'espionnage. Le navire n'a ni armes ni hélicoptère à bord.